# Disulfoglukozaminska 6-sulfataza
Disulfoglukozaminska 6-sulfataza (EC 3.1.6.11, N-sulfoglukozamin-6-sulfataza, 6,N-disulfoglukozamin 6-O-sulfohidrolaza, N,6-O-disulfo--glukozamin 6-sulfohidrolaza) je enzim sa sistematskim imenom 2-N,6-O-disulfo--glukozamin 6-sulfohidrolaza. Ovaj enzim katalizuje sledeću hemijsku reakciju
2-,6-O-disulfo--glukozamin + 2O {\displaystyle \rightleftharpoons } 2-N-sulfo-D-glukozamin + sulfat
Ovaj enzim može da bude identičan sa enzimom EC 3.1.6.14, N-acetilglukozamin-6-sulfatazom.

## Literatura
- Nicholas C. Price; Lewis Stevens (1999). Fundamentals of Enzymology: The Cell and Molecular Biology of Catalytic Proteins (Third изд.). USA: Oxford University Press. ISBN 019850229X.
- Eric J. Toone (2006). Advances in Enzymology and Related Areas of Molecular Biology, Protein Evolution (Volume 75 изд.). Wiley-Interscience. ISBN 0471205036.
- Branden C; Tooze J. Introduction to Protein Structure. New York, NY: Garland Publishing. ISBN 0-8153-2305-0.
- Irwin H. Segel. Enzyme Kinetics: Behavior and Analysis of Rapid Equilibrium and Steady-State Enzyme Systems (Book 44 изд.). Wiley Classics Library. ISBN 0471303097.
- William P. Jencks (1987). Catalysis in Chemistry and Enzymology. Dover Publications. ISBN 0486654605.

## Spoljašnje veze
- Disulfoglucosamine-6-sulfatase на 